# Hunchback
Hunchback è un videogioco pubblicato nel 1983 per sala giochi da Century Electronics e poi uscito per numerosi home computer a 8 bit, nella maggior parte dei casi edito da Ocean Software. Nel gioco si impersona Quasimodo, il famoso gobbo (hunchback in inglese) di Notre-Dame de Paris, che deve attraversare il tetto di un castello per liberare Esmeralda.
Il seguito arcade, della stessa Century, è Hunchback Olympic (Hunchback at the Olympics per computer) del 1984, ma la Ocean ha pubblicato anche Hunchback II: Quasimodo's Revenge (1984) e Hunchback: the Adventure (1986) direttamente per computer e Super Hunchback (1992) per Game Boy. Un altro titolo con lo stesso protagonista, ma non esplicitamente correlato, è Quasimodo (1984) di Synapse Software.

## Modalità di gioco
Si tratta di un videogioco a piattaforme con visuale bidimensionale laterale, che si svolge su un'unica piattaforma in cima a un muro di mattoni, piena di buchi da saltare o da superare appendendosi a corde.
Il percorso è composto da 15 livelli a schermata fissa, ciascuno da attraversare da sinistra a destra fino a raggiungere la corda di una campana all'altra estremità. Una piccola minimappa in basso mostra il progresso fatto rispetto alla lunghezza totale del castello.
Oltre a precipitare nei buchi, i pericoli che si incontrano includono palle di fuoco e frecce che attraversano lo schermo orizzontalmente, soldati appostati nei buchi che sollevano periodicamente le lance, e varie combinazioni di più pericoli nello stesso livello. Inoltre è sempre presente un cavaliere che si sta arrampicando sul muro, e una volta arrivato in cima punta inesorabilmente contro Quasimodo, dando di fatto un limite di tempo in ogni livello.
A ogni livello superato si guadagna una campana, 5 campane danno un "super bonus". Terminati i 15 livelli e raggiunta Esmeralda, il gioco ricomincia più veloce.